# كلمة ونص (مسلسل)
كلمة ونص هو مسلسل درامي، اجتماعي، كوميدي من إنتاج مجموعة المركز العربي للانتاج الاعلامي عام ٢٠٠٨م على يد المنتج عدنان العواملة، المنتج التنفيذي طلال العواملة إخراج محمد الشواقفة، كتابة، بطولة، حيث أن المسلسل مأخوذ من واقع الناس وأحوال معيشتهم، حيث تكون مرآة صادقة تعكس كل ذلك، حيث تعالح القضايا الاجتماعية من عمق المجتمع، تنتقد بسخرية جادة ما تمليه الحياة العصرية على هذه المجتمعات.

## ملخص المسلسل
«كلمة ونص» هي دراما كوميدية موزعة على لوحات منفصلة لا تتجاوز مدتها الزمنية الخمسة عشر دقيقة للوحة الواحدة أحيانا، وعلى قصر مدة اللوحات الزمنية، التي من الممكن أن لا تتعدى المشاهد الثلاثة، إلا أنها كثيفة بحجم قضية لأن محورها الإنسان العربي وهمومه وفقره وهامشيته وبساطة أحلامه.

### بطولة
حسين طبيشات، إبراهيم أبو الخير، عاكف نجم، محمود صايمة، مارغو حداد، أشرف طلفاح، بالاشتراك مع منذر الرياحنة، أحمد العمري، نجلاء عبدالله، مديحة كنيفاتي، محمد الإبراهيمي، هيام الجباعي،

## وصلات خارجية
- برومو مسلسل كلمة ونص